# 斯滕贝克
斯滕贝克（法語：Steenbecque，法語發音：[stɛ̃bɛk]）是法国上法兰西大区北部省的一个市镇，位于该省西北部，属于敦刻尔克区。

## 地理
斯滕贝克（50°40'28"N, 2°29'6"E）面积11.96 平方千米，位于法国上法蘭西大區北部省，该省份为法国最北部的省份及最长的省份，西北濒北海，西接加来海峡省，南至埃纳省和索姆省，东与比利时接壤。
与斯滕贝克接壤的市镇（或旧市镇、城区）包括：布拉兰盖姆、博斯盖姆、莫尔贝克、蒂耶讷。

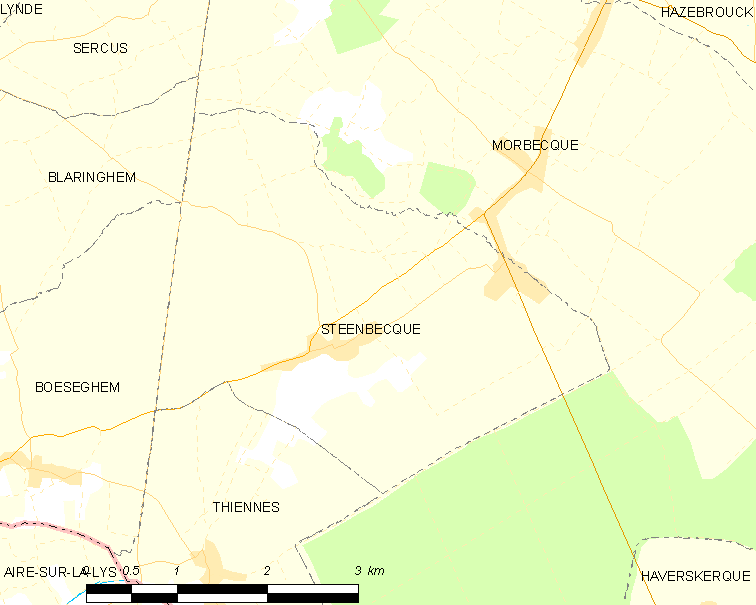
斯滕贝克的OSM定位图

斯滕贝克的时区为UTC+01:00、UTC+02:00（夏令时）。

## 行政
斯滕贝克的邮政编码为59189，INSEE市镇编码为59578。

## 政治
斯滕贝克所属的省级选区为阿兹布鲁克县。

## 人口

1962-2008年间斯滕贝克人口变化图示

斯滕贝克于2022年1月1日时的人口数量为1626人。